# 膿性カタル
膿性カタル（のうせいカタル）は、化膿性炎症の一つ。
膿が粘膜表面から滲出する炎症。
好中球の滲出が粘膜表面に見られるもので生体組織自体の著しい融解は起らない。
副鼻腔、胸腔、心嚢などに発生する。